# Blepharicera corniculata
Blepharicera corniculata är en tvåvingeart som beskrevs av Gregory W.Courtney 2000. Blepharicera corniculata ingår i släktet Blepharicera och familjen Blephariceridae.
Artens utbredningsområde är South Carolina. Inga underarter finns listade i Catalogue of Life.